# Miari & Giusti
La Miari & Giusti è stata la prima casa automobilistica italiana, fondata a Padova nel 1894.
L'azienda nacque dalla volontà di due giovani imprenditori veneti, gli ingegneri Giacomo Miari e Francesco Giusti Del Giardino, di costruire industrialmente la vettura mossa da motore a benzina, realizzata nello stesso anno da Enrico Bernardi. All'uopo venne acquistato l'opificio sito in via San Massimo a Padova, già sede del Lanificio Marcon, distrutto da un incendio nel 1892.

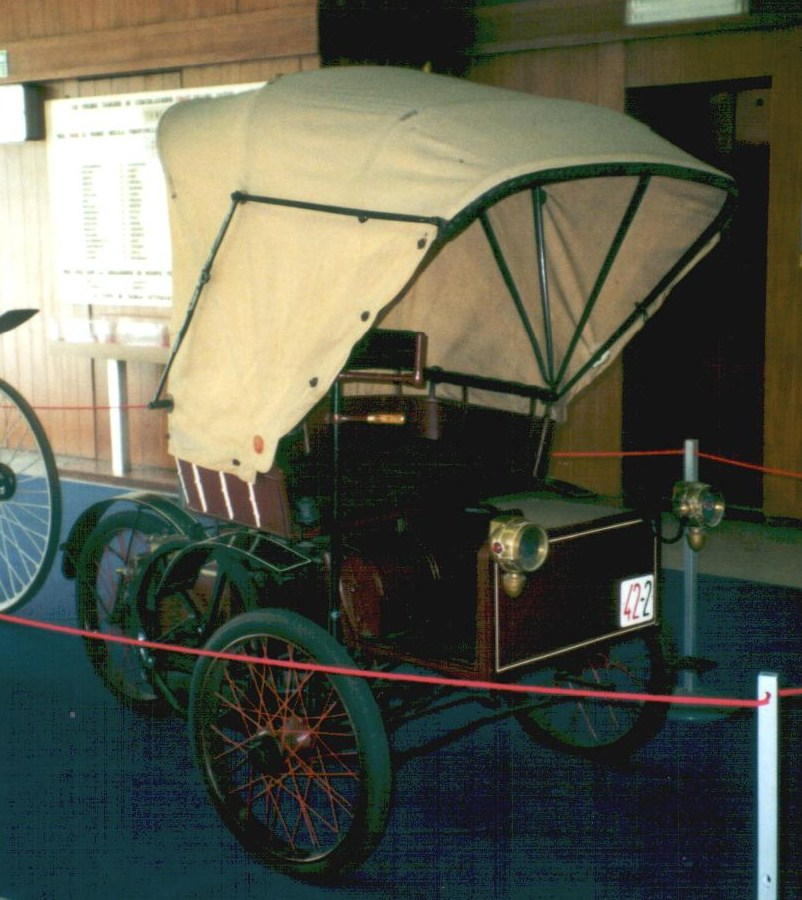
Il triciclo Motori Bernardi, Miari, Giusti & C. del 1896, conservato al Museo dell'automobile Carlo Biscaretti di Torino

Il primato della Miari & Giusti consiste nel rappresentare la prima impresa italiana che decise di industrializzare l'automobile autonomamente progettata e costruita. Per quanto attiene alla sola industrializzazione del prodotto, occorre precisare che, nello stesso 1894, l'azienda italo-tedesca Costruzioni Meccaniche di Saronno aveva iniziato la produzione, su licenza, di automobili Peugeot.

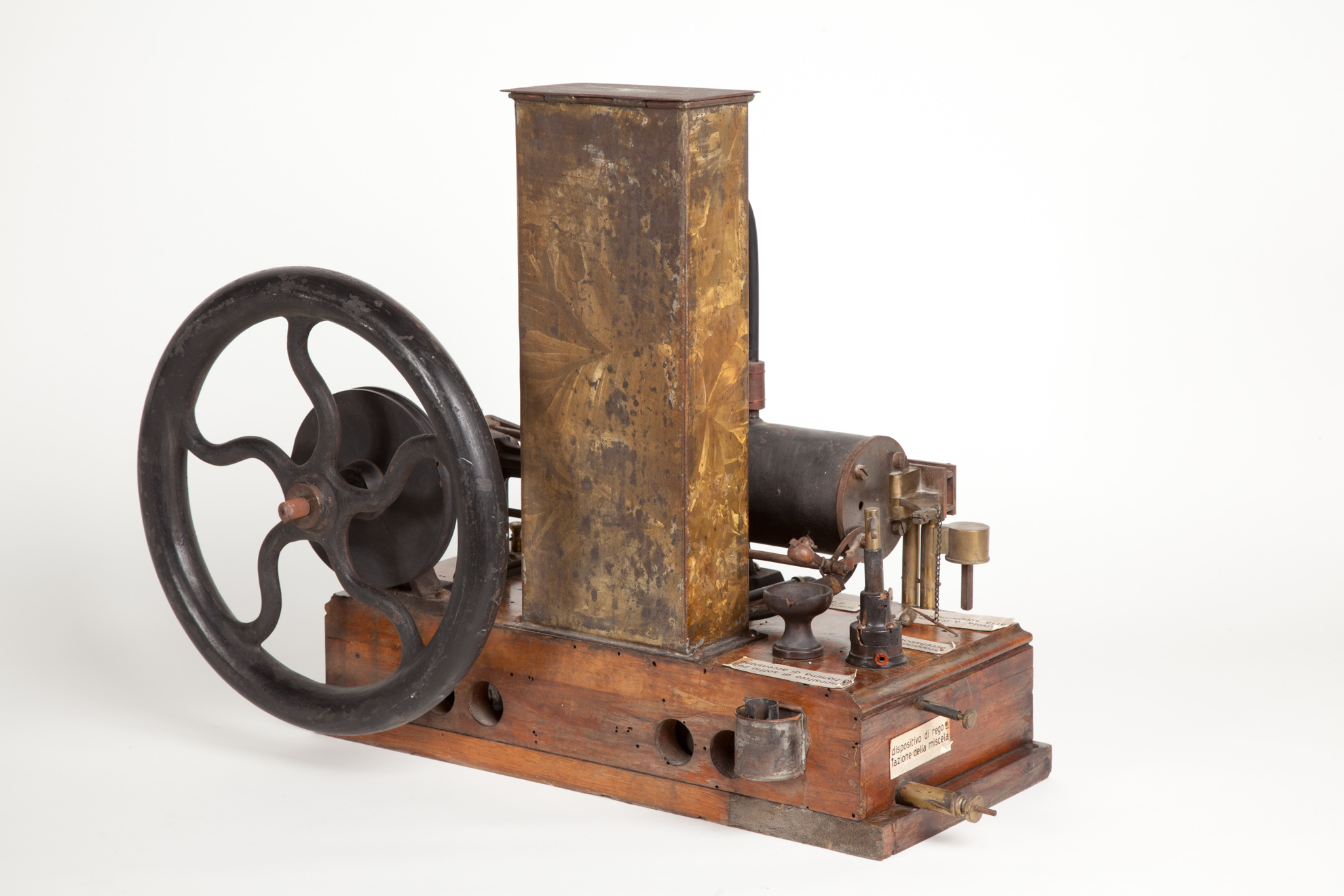
Prototipo di motore a scoppio di Enrico Bernardi. Esposto al Museo nazionale della scienza e della tecnologia Leonardo da Vinci, Milano.

Nel 1896 la ditta cambiò la ragione sociale in Motori Bernardi, Miari, Giusti & C., specializzata nella costruzione di vetture a tre ruote e, in seguito, a quattro ruote.
Il 5 maggio 1898 l'azienda venne messa in liquidazione e, due giorni dopo, rilevata dalla Società Italiana Bernardi che continuò la produzione delle vetture. Il 17 luglio, alla gara automobilistica "Torino-Asti-Alessandria-Torino", denominata "Concorso Internazionale di veicoli automobili", il triciclo Miari & Giusti condotto da Antonio Nosadini, assistente tecnico di Bernardi, conquistò le 2.000 Lire messe in palio per il "premio internazionale di velocità", coprendo i 190 km del percorso in 9 ore e 47 minuti, alla media di 19,42 km/h, nonostante una foratura e la successiva rottura del cambio.
Un'ulteriore dimostrazione di qualità della vettura venne data, nel 1899, con il compimento della distanza di 60.000 km, senza rotture del motore.
Tuttavia, la buona qualità costruttiva non determinò il successo del prodotto e l'azienda venne posta definitivamente in liquidazione nel giugno 1901, dopo aver costruito un centinaio di vetture a tre e quattro ruote.